# Valencia C.F. B
Valencia CF B je španjolski nogometni klub, rezervna momčad kluba Valencije. U Španjolskoj nogometnoj ligi postoje posebna pravila koji se određuju rezervnim momčadima. Rezervnim momčadima nije dozvoljeno sudjelovati u Španjolskom kupu, ne mogu igrati u istoj ligi kao i seniorska momčad, i onemogućeni su igranjem u La Ligi.  U rezervnim momčadima, inače mogu igrati igrači iz seniorske momčadi, oni do U23 i U25 igrači s profesionalnim ugovorom, te juniori.

## Povijest

### Sezone
- 2004./2005.: Tercera División 1. - razigravanje - nisu izborili promociju
- 2005./2006.: Tercera División 2. - razigravanje - promocija
- 2006./2007.: Segunda División B 16. - Ispali
- 2007./2008.: Tercera División 2. - razigravanje - promocija
- 2008./2009.: Segunda División B

- 21 sezona u Segunda División
- 13 sezona u Segunda División B
- 27 sezona u Tercera División

## Treneri
- 2006. – 07.: Luis Sánchez Duque
- 2007. – 08.: Óscar Rubén Fernández

## Vanjske poveznice
- (šp.) Službena stranica

| Valencia Club de Fútbol                                     | Valencia Club de Fútbol           |
| ----------------------------------------------------------- | --------------------------------- |
|                                                             |                                   |
| Igrači • Treneri • Statistika • Sezone • Trofeji • Povijest |                                   |
|                                                             |                                   |
| Ekipe                                                       | Valencia C.F. • Valencia Mestalla |
|                                                             |                                   |
| Stadioni                                                    | Estadio Mestalla • Nou Mestalla   |
|                                                             |                                   |
| Povezani članci                                             | Los Che                           |

| Valencia Club de Fútbol                                     | Valencia Club de Fútbol           |
| ----------------------------------------------------------- | --------------------------------- |
|                                                             |                                   |
| Igrači • Treneri • Statistika • Sezone • Trofeji • Povijest |                                   |
|                                                             |                                   |
| Ekipe                                                       | Valencia C.F. • Valencia Mestalla |
|                                                             |                                   |
| Stadioni                                                    | Estadio Mestalla • Nou Mestalla   |
|                                                             |                                   |
| Povezani članci                                             | Los Che                           |